# Takahiro Sekine
Takahiro Sekine (Japans: 関根貴大) (Tsurugashima, 19 april 1995) is een Japans voetballer die doorgaans als middenvelder speelt. Hij speelt sinds 2019 voor Urawa Red Diamonds.

## Clubcarrière
Sekine werd door Urawa Red Diamonds weggeplukt bij FC Tsugurashima. Hij stroomde door naar het eerste elftal van de club en werd er een vaste waarde. Sekine won in 2016 de J-League Cup met zijn club, in de finale tegen Gamba Osaka stond hij de volledige wedstrijd op het veld.
In augustus 2017 waagde Sekine zich aan een transfer naar Europa: hij tekende een contract voor vier seizoenen bij de Duitse tweedeklasser FC Ingolstadt 04. In zijn eerste seizoen op Duitse bodem kwam hij echter niet veel aan spelen toe: zijn speelminuten bleven beperkt tot een invalbeurt in de 61e minuut op de derde speeldag van de 2. Bundesliga. Om hem speelminuten te gunnen, werd hij in juli 2018 voor één seizoen uitgeleend aan Sint-Truidense VV, een Belgische eersteklasser in Japanse handen. Na afloop van dat seizoen haalde Urawa Red Diamonds hem op definitieve basis terug naar Japan. Bij Urawa werd hij meteen weer een vaste waarde in het basiselftal en speelde hij in november 2019 zelfs de finale van de AFC Champions League tegen het Saoedische Al-Hilal.